# Lifehack
Lifehack（ライフハック）は、情報処理業界を中心とした「仕事術」のことで、いかに作業を簡便かつ効率良く行うかを主眼としたテクニック群。ハッカー文化の一つ。

## 概要
この言葉は、2004年頃から使われだしたもので、アメリカのテクニカルライターであるダニー・オブライエンの考案による。
元来の意味および狭義としては、「良い意味でのハッカーやギーク（技術に対してマニア又はおたくないしフェチな傾向にある者）でもトップクラスの人々（いわゆるウィザードやグルという尊称を贈られる者たち）の過剰ともいえる生産性の高さの秘訣として様々な手法」を指す。
日本では2005年春頃から技術者筋や技術愛好者筋を中心に関心を集めるようになった。
方法論としては自身の生活や仕事のスタイルにおいて「気の利いた手段で、もっと快適に、もっと楽して、もっと効率良く」という方法を得ようとしていくことにほかならないが、これをコンピュータやシステムを解析し追求するように体系化していったものがいわゆるLifeHackである。これはコンピュータを使いやすいように工夫するというものから、ガジェット（気の利いた小物・小道具）を使いこなす、さらには人間の生理機能上で効率良く作業するための方法論（→人間工学）まで多岐にわたる。
例えば、「繰り返し作業になりやすいExcelでの打ち込み作業をVBAやマクロを使用することで作業を最小化」「UNIX系OSの環境構築や設定をシェルやスクリプトなどでオートメーション化」などの実作業における作業時間短縮の工夫はいうまでもなく、「わざとノイズの中で作業することで生産性を上げる」「昼休み中などに、いかに上手に机に突っ伏して寝るか」といった、作業者の生理的観点における工夫もLifeHackと言える（15 - 20分程度の昼寝が午後の仕事の効率を上げるとされている）。
近年では（広義として）、情報技術だけでなく、日常生活における「知っていると便利な生活の技（知恵）」を「ライフハック」ということもある（裏技#生活の技としての「裏ワザ」も参照）。
広義でのライフハックを描いたコミックス作品の多くは、清貧生活を営む主人公の日々の倹約生活テクニックを描いている傾向が強く、幾つかの代表作として「大東京ビンボー生活マニュアル」「大市民」「上京生活録イチジョウ」「1日外出録ハンチョウ」「賭博堕天録カイジ 24億脱出編」等が挙げられる。

### 具体例
- チェックリスト
- アイビー・リー・メソッド - 決定疲れを避けるタスクの取り組み方
- ARCSモデル - 学習におけるモチベーションの要素
- 43 Folders（英語版） - 時間とファイルマネジメントシステム
- Hipster PDA（英語版） - 紙ベースの手帳
- Incremental reading（英語版） - 読書と学び方の方法
- ポモドーロ・テクニック - タイムマネジメント法
- Spaced repetition（英語版） - 長期記憶の原則
- Timeboxing（英語版） - タイムマネジメント法
- 押し出しファイリング - 書類整理法